# Piratage du télégraphe Chappe
Le piratage du télégraphe Chappe est un détournement du réseau de télégraphie optique français entrepris par deux hommes d'affaires bordelais, Louis et François Blanc, entre 1834 et 1836, afin de connaître avant tout le monde la clôture des cours de la rente à la Bourse de Paris. 
Le piratage a été rendu possible par la corruption d'un agent télégraphique de Tours, qui ajoutait discrètement le chiffre du cours aux messages envoyés par l'État.
La divulgation de cette manœuvre a contribué au vote de la loi de 1837 sur le monopole public des communications télégraphiques. Il s'agit peut-être d'un des premiers cas de hacking, les frères Blanc exploitant une faille structurelle dans un réseau de télécommunications,,,.

## Contexte
Depuis la Révolution française, la France dispose d'un réseau étendu de télégraphie optique. 
Son usage reste réservé aux communications d'État, malgré des débats récurrents sur l'ouverture du réseau et la création de compagnies télégraphiques privées. Les dépêches jouent notamment un rôle stratégique dans la répression de troubles révolutionnaires ou dans la conduite d'opérations militaires. 
La télégraphie optique demeure une technologie imparfaite. Les messages ne peuvent être expédiés pendant la nuit ou lorsque la météo ne permet pas une visibilité suffisante. Même dans des conditions optimales les erreurs sont fréquentes et peuvent être suivies de correctifs a posteriori. Par conséquent, les agents télégraphiques sont tenus de relayer tous les signaux dont ils peuvent avoir connaissance, même s'ils n'ont pas de sens immédiat. Les messages sont ensuite recomposés à la fin de l'expédition ou lors d'étapes. Dans le cas de Bordeaux, les messages en provenance de Paris étaient recomposés une première fois à Tours.
Cette spécificité du télégraphe Chappe va rendre possible le piratage des frères Blanc.

## Mise en œuvre
En 1834, les frères jumeaux François et Louis Blanc spéculent régulièrement à la Bourse de Bordeaux. Originaires de Courthézon dans le Vaucluse, ils étaient d'abord « montés à Paris où ils s'étaient mis à jouer à la Bourse, avec les gains que leur rapportait leur habileté aux cartes ».
Ils multiplient alors les tentatives d'accéder en priorité à la clôture de la rente à 3 %, le titre phare de la Bourse de Paris. À cette date, ce cours reste transmis par la poste en trois jours, alors que le réseau Chappe peut relier Paris et Bordeaux en quelques heures.
Après l'échec de l'emploi de pigeons voyageurs, les frères Blanc entreprennent de détourner le télégraphe optique. Ils élaborent leur plan avec l'aide d'un ancien directeur du télégraphe de Lyon, Pierre Renaud, qui les informe probablement de la présence régulière d'erreurs dans les dépêches et de la possibilité d'y glisser un message caché.
Le détournement ne peut pas être effectué avant la station de Tours : les dépêches de Paris risquent d'y être corrigées. Les frères Blanc parviennent à corrompre le directeur de cette station, ainsi que son assistant. Lors de la phase de correction des dépêches, ils introduisent un signal, qui se retrouve ensuite retransmis en cascade d'une tour Chappe à l'autre jusqu'à Bordeaux.
Le dispositif finalement mis en œuvre par les frères Blanc et leurs complices de 1834 à 1836 comporte trois phases :
1. Lorsque la rente à 3 % connaît une variation significative, un agent sur place à Paris expédie un colis codé à la station télégraphique de Tours : des chaussettes en cas de baisse et des gants en cas de hausse.
2. Le directeur du télégraphe et son assistant répercutent l'information dans les dépêches corrigées.
3. Le message final est déchiffré par Pierre Renaud, qui loue une chambre avec une vue sur la Tour Chappe de Bordeaux[6].

Le détournement a fonctionné parfaitement pendant deux ans, malgré des suspicions croissantes sur les succès boursiers des frères Blanc.

## Procès de l'«affaire des télégraphes»
En 1836, l'assistant du directeur du télégraphe de Tours décède. Il avait, avant sa mort, mis un de ses proches dans la confidence et avait suggéré qu'il pourrait lui succéder dans l'opération. Le proche en question ayant approché le directeur et après que ce dernier n'ait pas donné suite à ses sollicitations, il décide de dénoncer toute l'affaire aux autorités.
Les frères Blanc passèrent environ 7 mois en prison,, jusqu'à ce que leur procès ouvert en 1837 conclue à leur acquittement. Il n'existait pas de loi encadrant le fonctionnement des télécommunications et aucune infraction précise n'a pu être identifiée. Le directeur du télégraphe de Tours doit par contre démissionner.
Les frères Blanc parviennent à conserver les sommes accumulées en deux ans de spéculations fructueuses. Ils poursuivent leurs activités dans des casinos à l'étranger. Après le décès de Louis, François se fait connaître comme le « magicien de Monte Carlo » et acquiert une fortune considérable.
L'éclatement de l'affaire et l'acquittement faute de cadre légal a contribué au vote de la loi sur le monopole public des communications. En février 1837, une commission parlementaire présente un rapport appelant à réserver exclusivement l'usage du télégraphe à l'État, dans la mesure où des lignes privées tomberaient « infailliblement entre les mains des partis ou dans celles des riches spéculateurs ». La loi est votée en avril avec une forte majorité de 212 voix contre 37, les députés ayant été « un peu traumatisés par le procès Blanc qui s'ouvrait le même jour devant les assises de Tours ».

## Évocations dans la littérature
Un des passages du roman d'Alexandre Dumas Le Comte de Monte-Cristo (1844) fait référence à l'affaire du télégraphe Chappe. Il correspond aux chapitres LX et surtout LXI : le comte de Monte-Cristo corrompt l'employé d'une des tours qui composent la ligne de Paris à l'Espagne et lui fait exécuter d'autres signes que ceux de la dépêche envoyée depuis l'Espagne ; il en résulte à Paris une brève panique boursière dans laquelle son ennemi Danglars perd une forte somme. Ce passage est pour Dumas l'occasion de décrire assez en détail le fonctionnement d'une ligne de télégraphe Chappe.
Élie Berthet, dans La tour du télégraphe (1869), fait du même thème un roman complet : un jeune homme confiné dans une station télégraphique à la campagne sur la ligne Paris-Bordeaux découvre un abus du télégraphe pour un délit d'initié par des spéculateurs à la Bourse.